# Colotois depunctata
Colotois depunctata là một loài bướm đêm trong họ Geometridae.